# Національні стандарти України
Національні стандарти України — стандарти, прийняті національним органом стандартизації України, функції якого за станом на січень 2019 року виконує державне підприємство “Український науково-дослідний і навчальний центр проблем стандартизації, сертифікації та якості” (ДП “УкрНДНЦ”).
Національні стандарти України мають позначення "ДСТУ".

## Особливості застосування національних стандартів України
Національні стандарти України є добровільними для застосування. Разом з тим для суб'єктів господарювання національні стандарти обов'язкові у випадках:
- коли їх обов'язковість встановлена нормативно-правовими актами;
- якщо в угоді (контракті) між суб'єктами угоди (контракту) щодо розроблення, виготовлення чи постачання продукції є посилання на певні стандарти;
- якщо суб'єкт господарювання (виробник чи постачальник продукції) склав декларацію про відповідність продукції певним стандартам чи застосував позначення цих стандартів у її маркуванні.

## Установлення відповідності національним стандартам

Знак відповідності

Центральний орган виконавчої влади з питань стандартизації має право встановлювати знак відповідності продукції національним стандартам.
Національний знак відповідності продукції національним стандартам — знак, який засвідчує відповідність позначеної ним продукції всім вимогам стандартів, які поширюються на цю продукцію.
Опис та правила застосування національного знака відповідності продукції національним стандартам встановлюються центральним органом виконавчої влади з питань стандартизації.
Відповідність продукції національним стандартам добровільно підтверджується у порядку, встановленому центральним органом виконавчої влади з питань стандартизації.